# آندروود، کوئینزلند
آندر وود (به انگلیسی: Underwood) یک حومه شهر در استرالیا است که در کوئینزلند واقع شده‌است.